# Folégandrosz
Folégandrosz (görögül Φολέγανδρος, olaszul Policandro) egy kis sziget az Égei-tengerben, Görögországban. A Kükládok szigetcsoport délnyugati tagja. Lakossága körülbelül 700 fő. A pireuszi kikötőtől 180 tengeri mérföldre található. A sziget kikötője Karavosztásziszban található.

## Földrajza
Területe kicsiny, mindössze 32 km², hossza 7 km. Három lakott település található a szigeten. A táj rendkívül változatos, sok sziklafal és egy nagyobb barlang is található itt. Maga a főváros, a "Hóra" is egy szakadék szélére épült.

### Települések
- Agkáli (Αγκάλη)
- Áno Meriá (Άνω Μεριά)
- Folégandrosz (Φολέγανδρος)
- Karavosztászisz (Καραβοστάσης)
- Livádi (Λιβάδι)
- Petúszisz (Πετούσης)

## Története
Eredeti lakói a dórok voltak. Később athéni uralom alá került. 1207-ben Marco Sanudo hódította meg, 1566-ban pedig a törökök. 

## Látnivalók
Folégandrosz igazi értéke az érintetlen táj, a kitűnő tengerpartok és a tiszta kék tengervíz.

## Képek

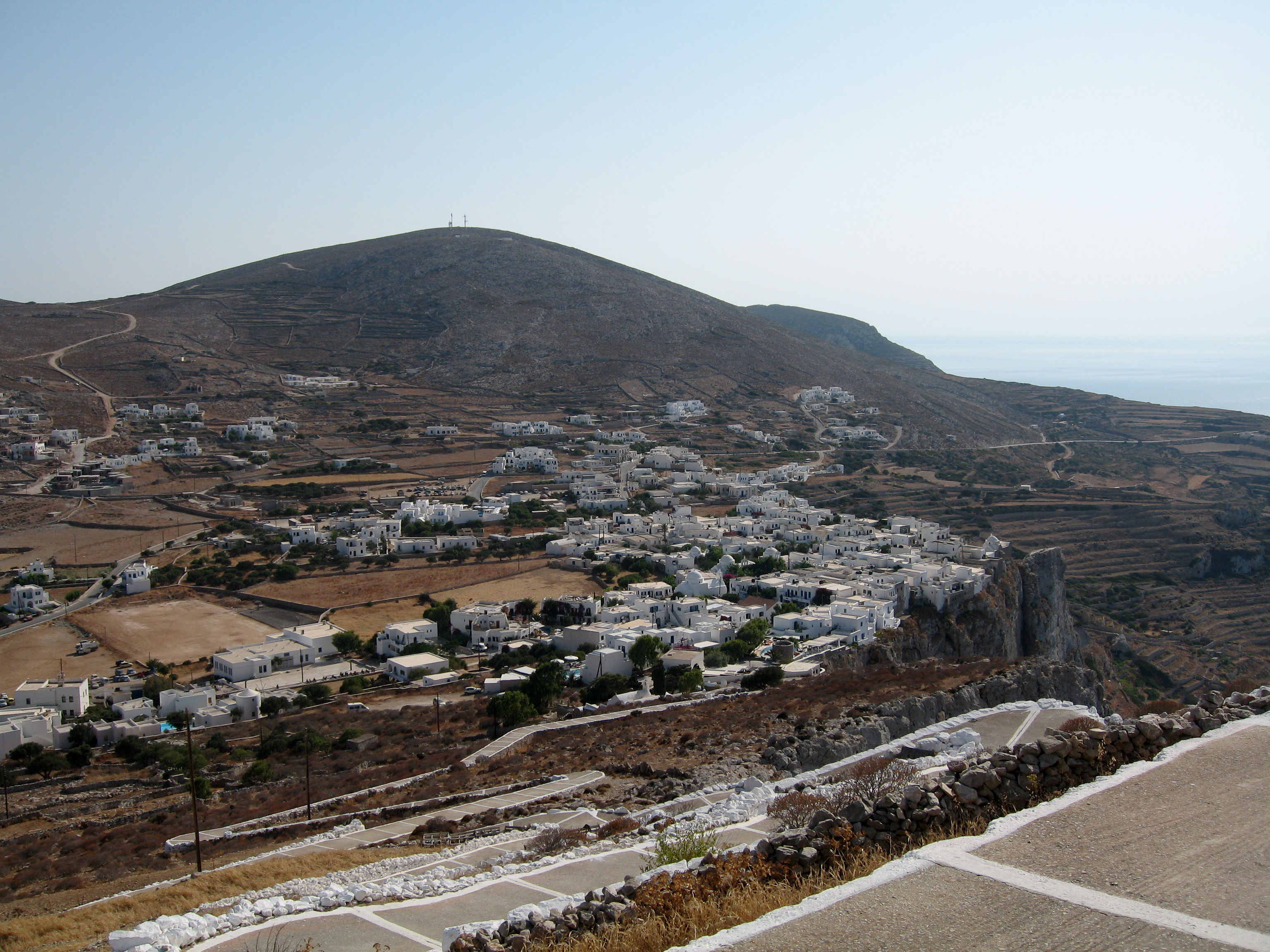
Folegandrosz falu
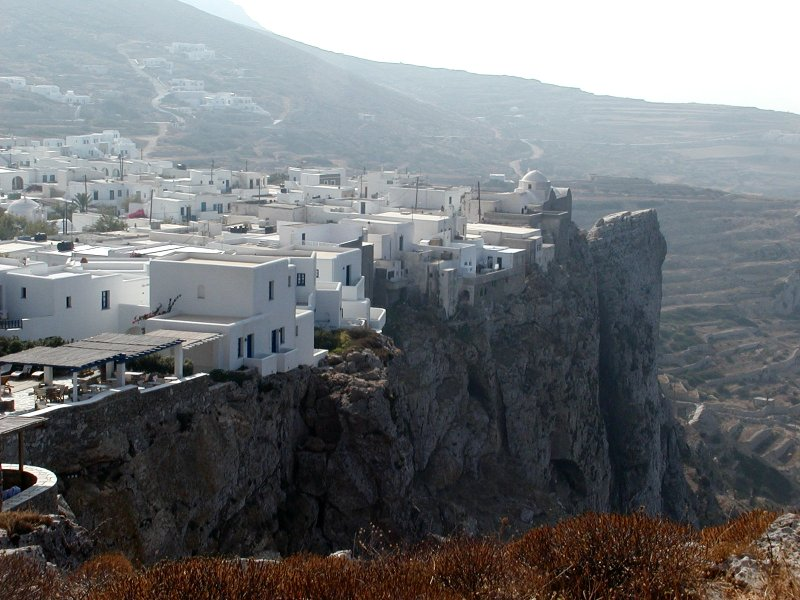
Folegandroszon a Hóra egy szakadék szélére épült
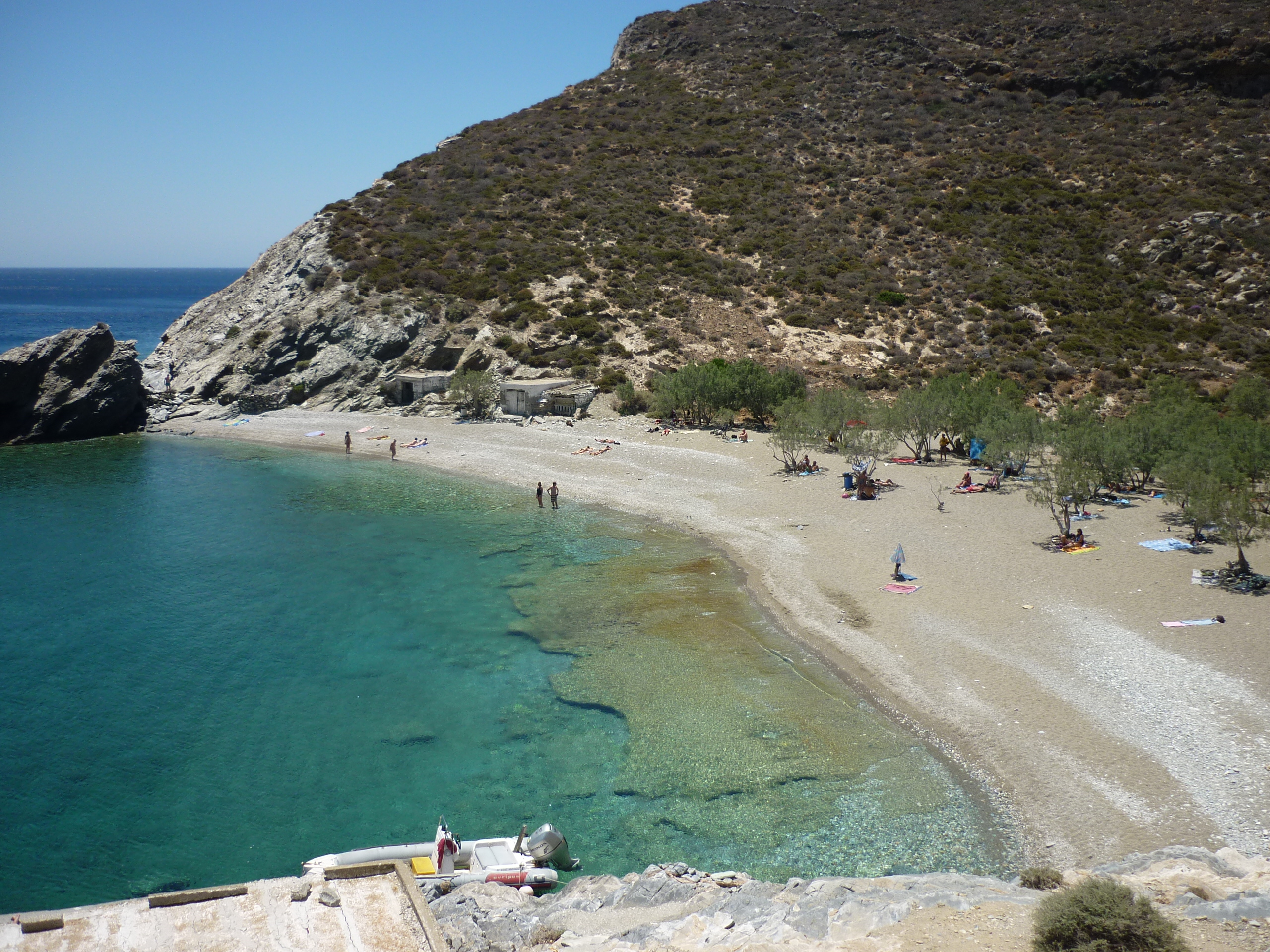
Szent Miklós strand
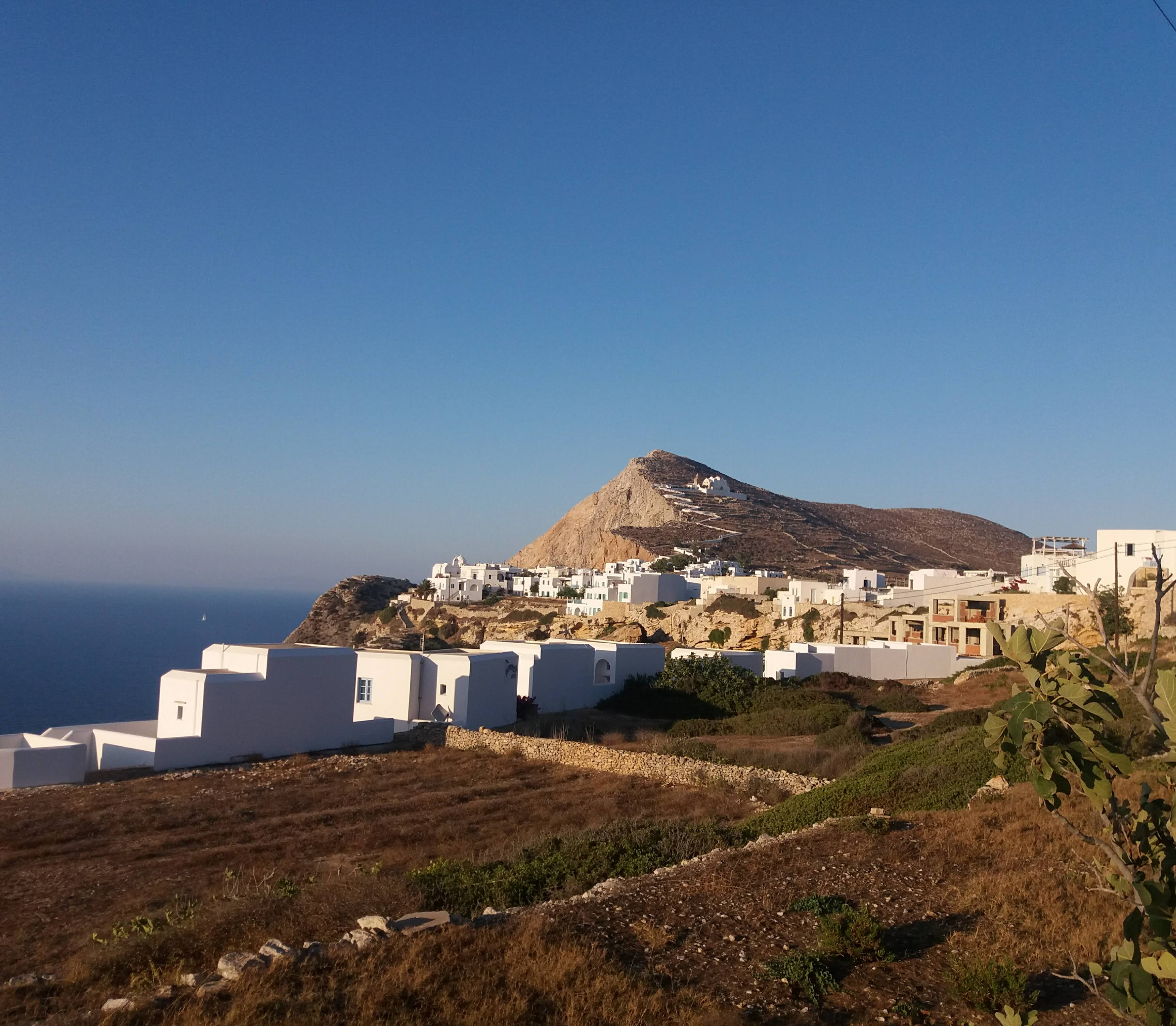

## Külső hivatkozások
- Hivatalos honlap (görögül, angolul és olaszul)